# Alexei Kuropatkin
Alexei Nikolayevich Kuropatkin (em russo:  Алексей Николаевич Куропаткин) (Pskov, Império Russo, 29 de março de 1848 - Pskov, União Soviética, 16 de janeiro de 1925) foi um general russo que lutou na Guerra Russo-Japonesa.

## Biografia
Kuropatkin nasceu em Pskov, em 1848, seu pai era um capitão reformado do Exército, ele era de uma família da aristocracia rural. Em 1864, Kuropatkin entrou para o Exército. Em 1866, foi promovido a tenente, ajudou na conquista do Turquestão. Em 1870, foi promovido a major. Depois de estudar em Berlim, em Paris e em Argel participou da expedição ao Saara. Em agosto de 1879, comandou uma brigada que marchou 500 km, no deserto, em 18 dias para se juntar ao General Skobelev durante a invasão do Turcomenistão, conseguindo conquistar uma importante fortaleza em 12 de janeiro de 1881, recebendo assim a Ordem de São Jorge. Em 1882, foi promovido a major-general. No ano seguinte juntou-se ao Estado-maior. Em 1890, tornou-se tenente-general. 
De 1890 a 1898 Kuropatkin tornou-se governador da Transcaspia, uma região pobre que sofria do banditismo e da escravidão, ele desenvolveu o comércio, a agricultura e as cidades, construiu escolas e estabeleceu o sistema judiciário na região e assentou colonos russos nesses territórios.

## Ministro da Guerra
Em 1898 foi nomeado Ministro da Guerra, iniciando uma reforma no Exército, melhorou a estrutura do Exército e as condições de vida dos seus funcionários.

## Guerra Russo-Japonesa

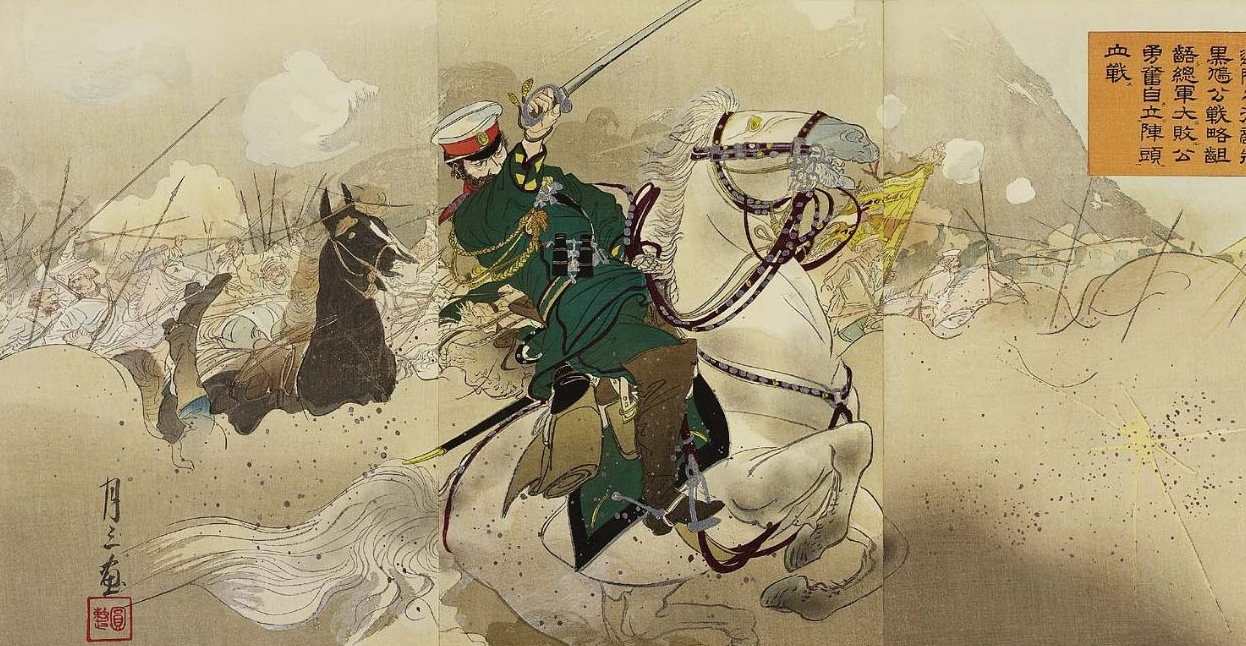
Tríptico de bloco de madeira retratando o general russo Kuropatkin na batalha de Liaoyang

Quando a Guerra Russo-Japonesa iniciou em 1904, o General Kuropatkin recebeu o comando dos exércitos russos no Extremo Oriente. A sua estratégia foi de atrasar o máximo possível do avanço japonês na Manchúria até que os reforços chegassem na Transiberiana que na época só estava construída até Irkutsk, perto do Lago Baikal. Entre 25 e 27 de janeiro de 1905, os russos lançaram uma ofensiva contr os japoneses, na Batalha de Sandepu, o General Oskar Gripenberg estava prestes à derrotar os japoneses, mas com a falta de unidades para reforçar o ataque, Kuropatkin ordenou uma retirada.

## Primeira Guerra Mundial
Em 1906, Kuropatkin entrou no Conselho de Estado da Rússia Imperial. Em 1907, ele se retirou para sua casa de campo, onde escreveu sobre as razões para as derrotas na Guerra Russo-Japonesa. Quando a Primeira Guerra Mundial iniciou, ele quis retornar ao Exército, mas o Grão-Duque Nicolau Nikolaevich rejeitou o seu pedido até que o Czar Nicolau II assumiu o Comando Supremo, permitiu o retorno de Kuropatkin em outubro de 1915. Em janeiro de 1916, assumiu o comando do 5.º Exército, e em fevereiro assumiu o comando da Frente Norte. Em março lançou uma ofensiva em Riga, mas os alemães derrotam-no, a segunda ofensiva não teve os resultados esperados e o Czar ficou insatisfeito. Em 22 de julho de 1916, Kuropatkin foi destituído sendo nomeado governador-geral do Turcomenistão.

## Morte
Após a Revolução Russa, Kuropatkin declarou sua lealdade ao governo provisório. Contudo, os bolcheviques não tinham confiança no antigo oficial imperial; então ele foi preso pelos revolucionários. Porém, pouco tempo depois, foi libertado e retornou para Pskov. Após a tomada do poder pelos bolcheviques, ele tornou-se hábil em tocar violino e ensinou numa escola agrícola que ele fundou. Em 16 de janeiro de 1925, Kuropatkin faleceu aos 76 anos de idade.